# Erdemli

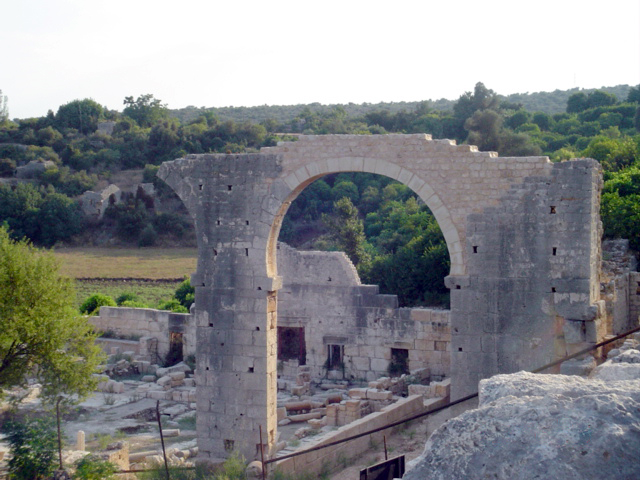
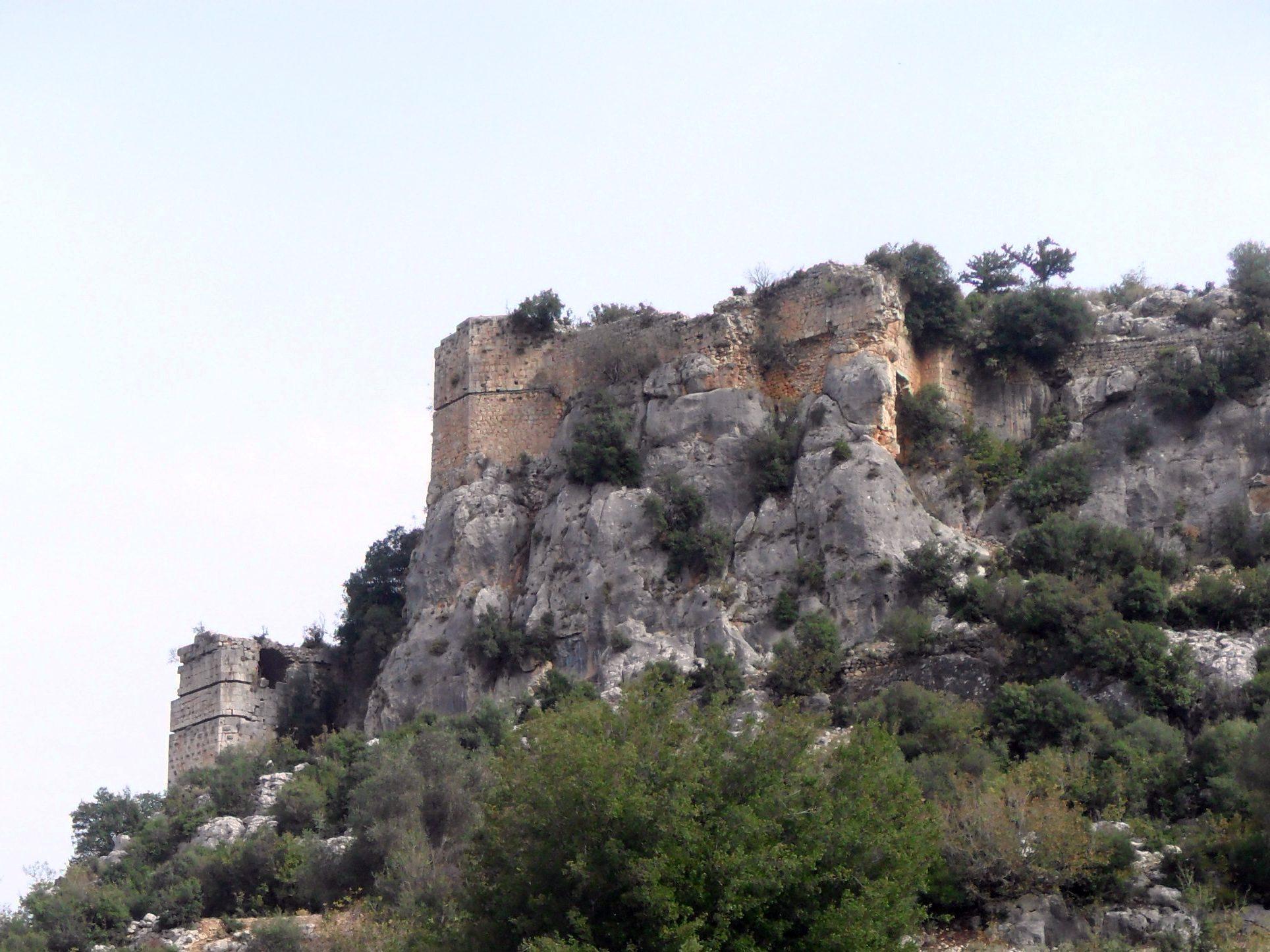
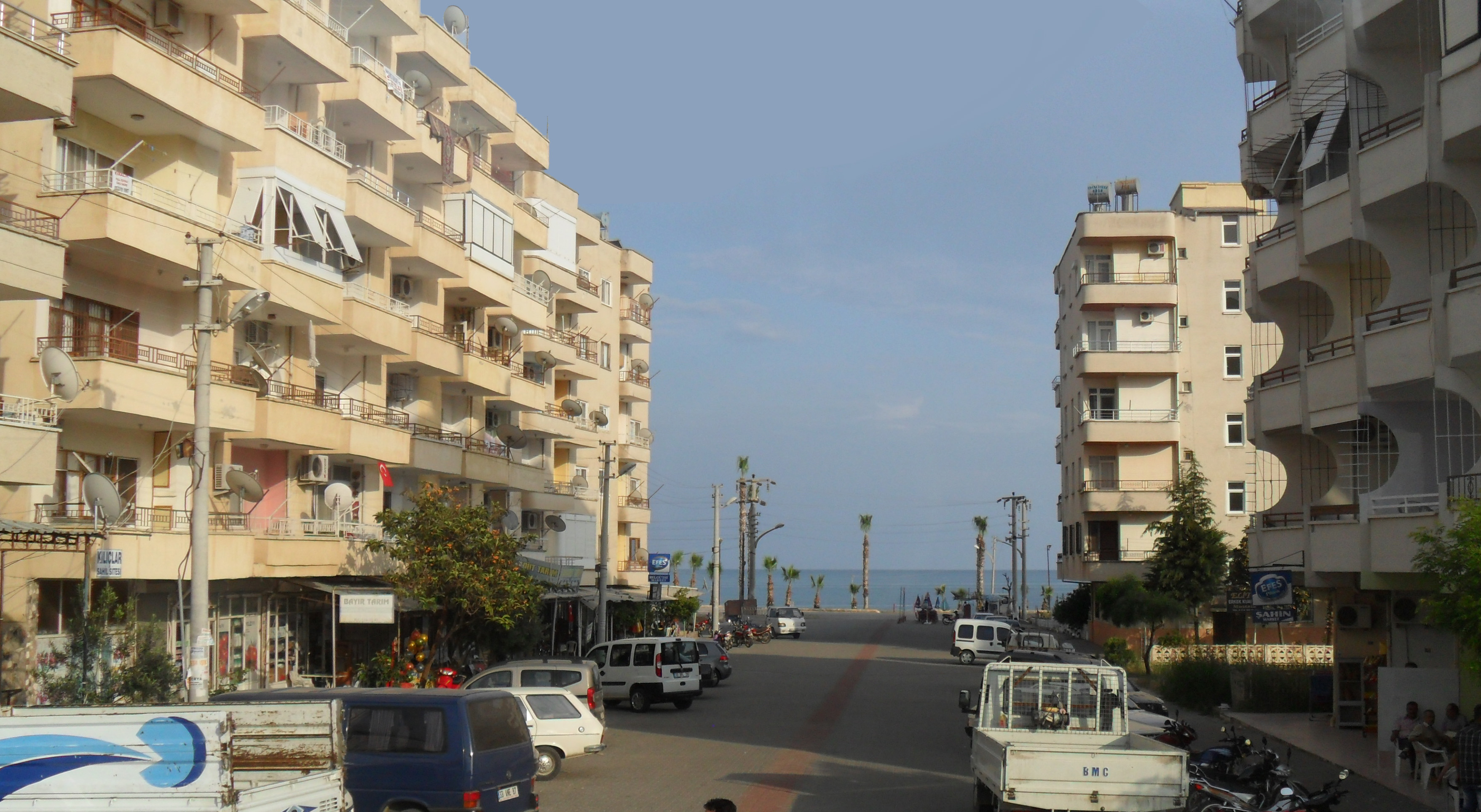
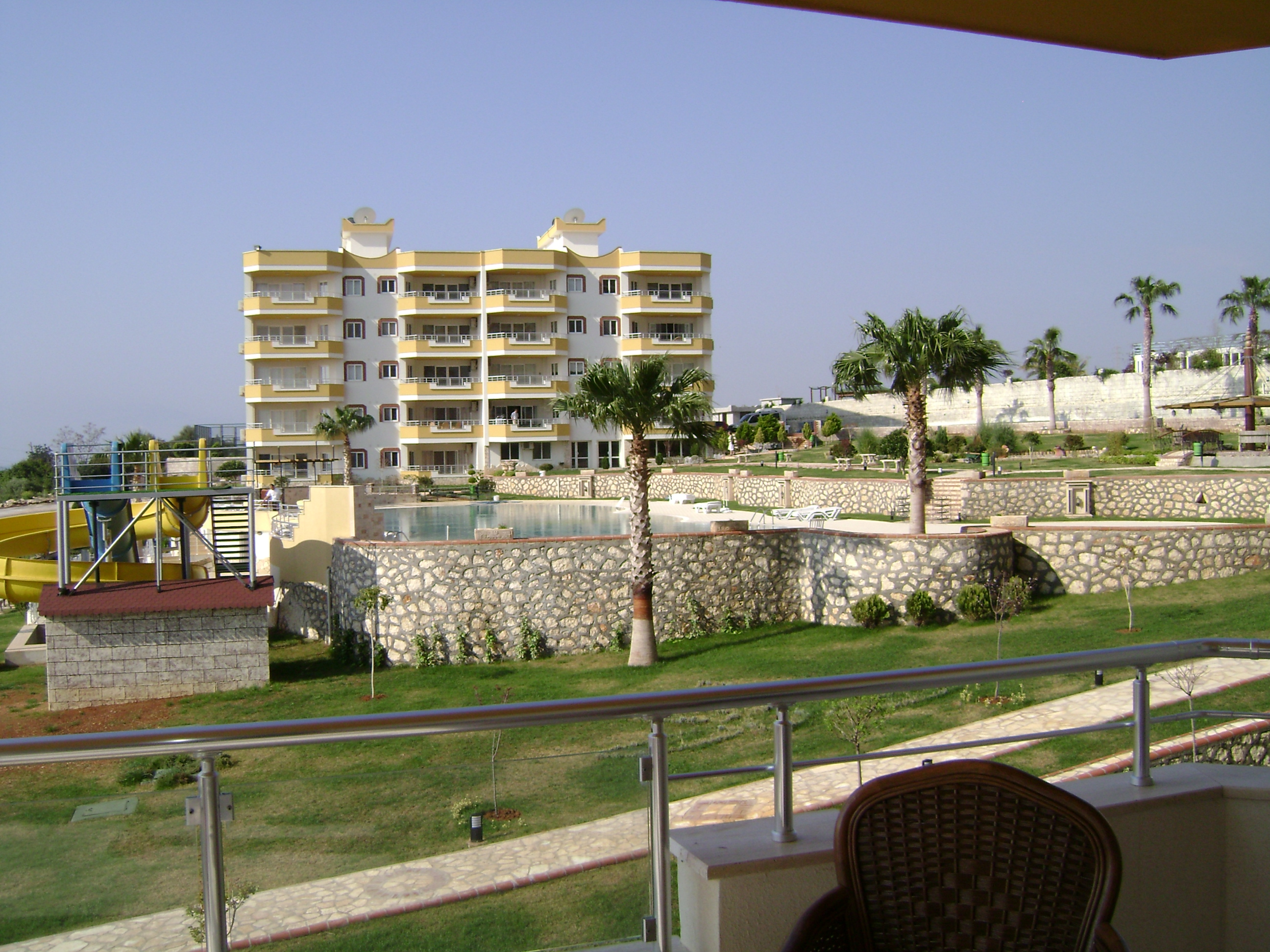
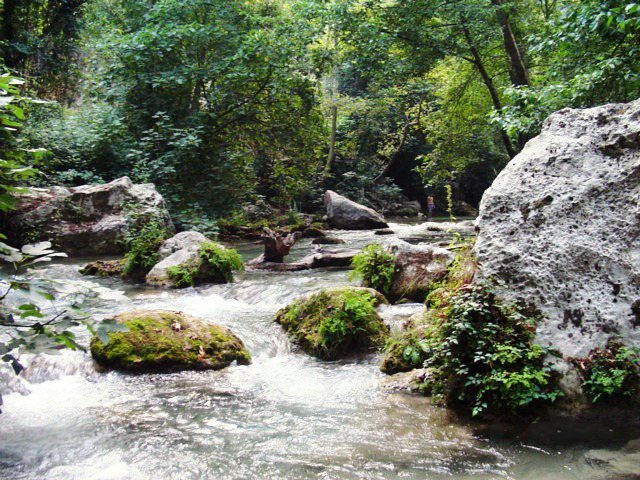
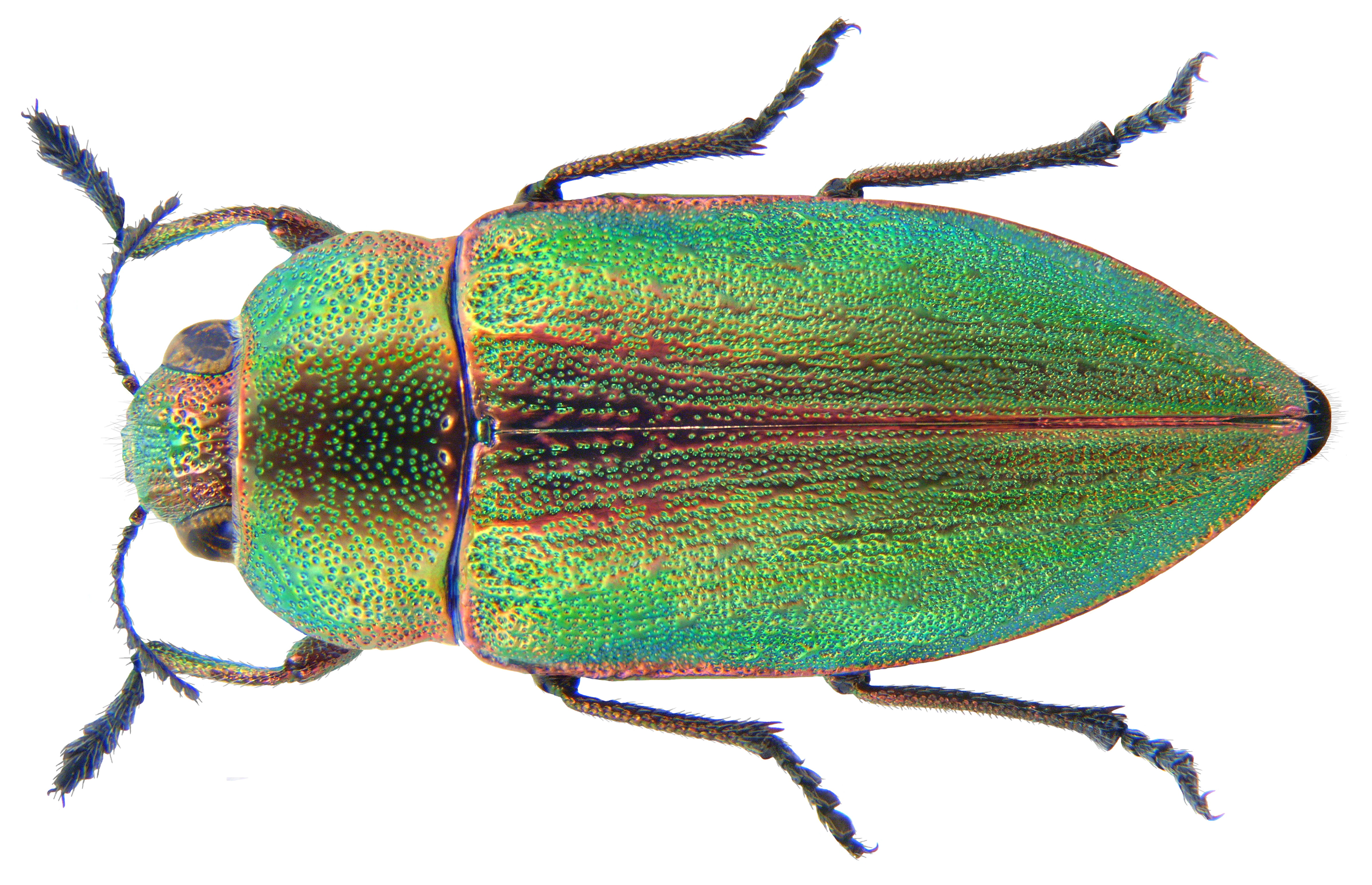

Erdemli là một huyện thuộc tỉnh Mersin, Thổ Nhĩ Kỳ. Huyện có diện tích 2039 km² và dân số thời điểm năm 2007 là 126745 người, mật độ 62 người/km².